# Штайнгойтероде
Штайнгойтероде (нім. Steinheuterode) — громада в Німеччині, розташована в землі Тюрингія. Входить до складу району Айхсфельд. Складова частина об'єднання громад Удер.
Площа — 2,53 км2. Населення становить 293 ос. (станом на 31 грудня 2021).